# Paiwan
Cet article concerne le peuple paiwan. Pour leur langue, voir Paiwan (langue).

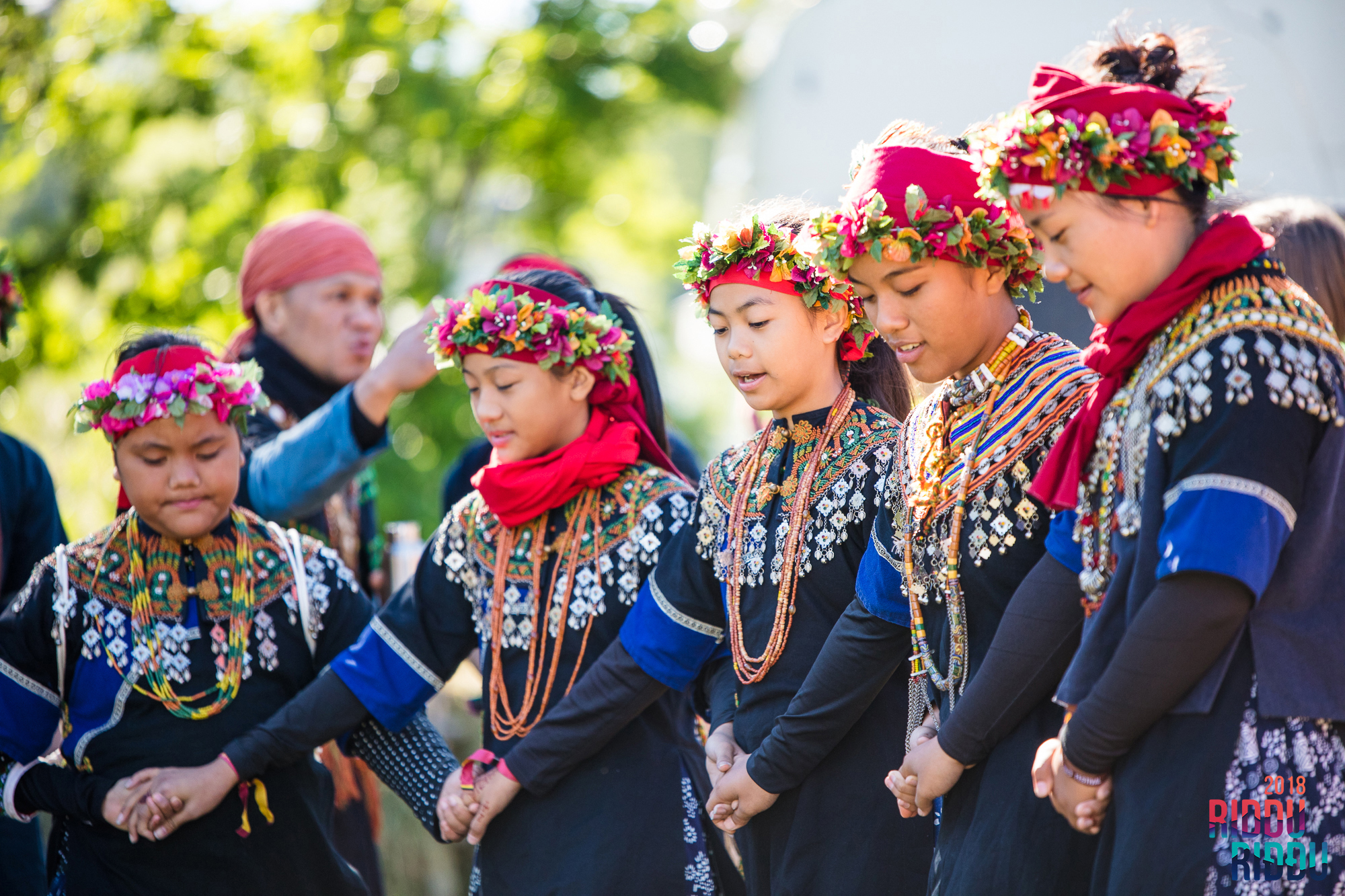
Danse traditionnelle

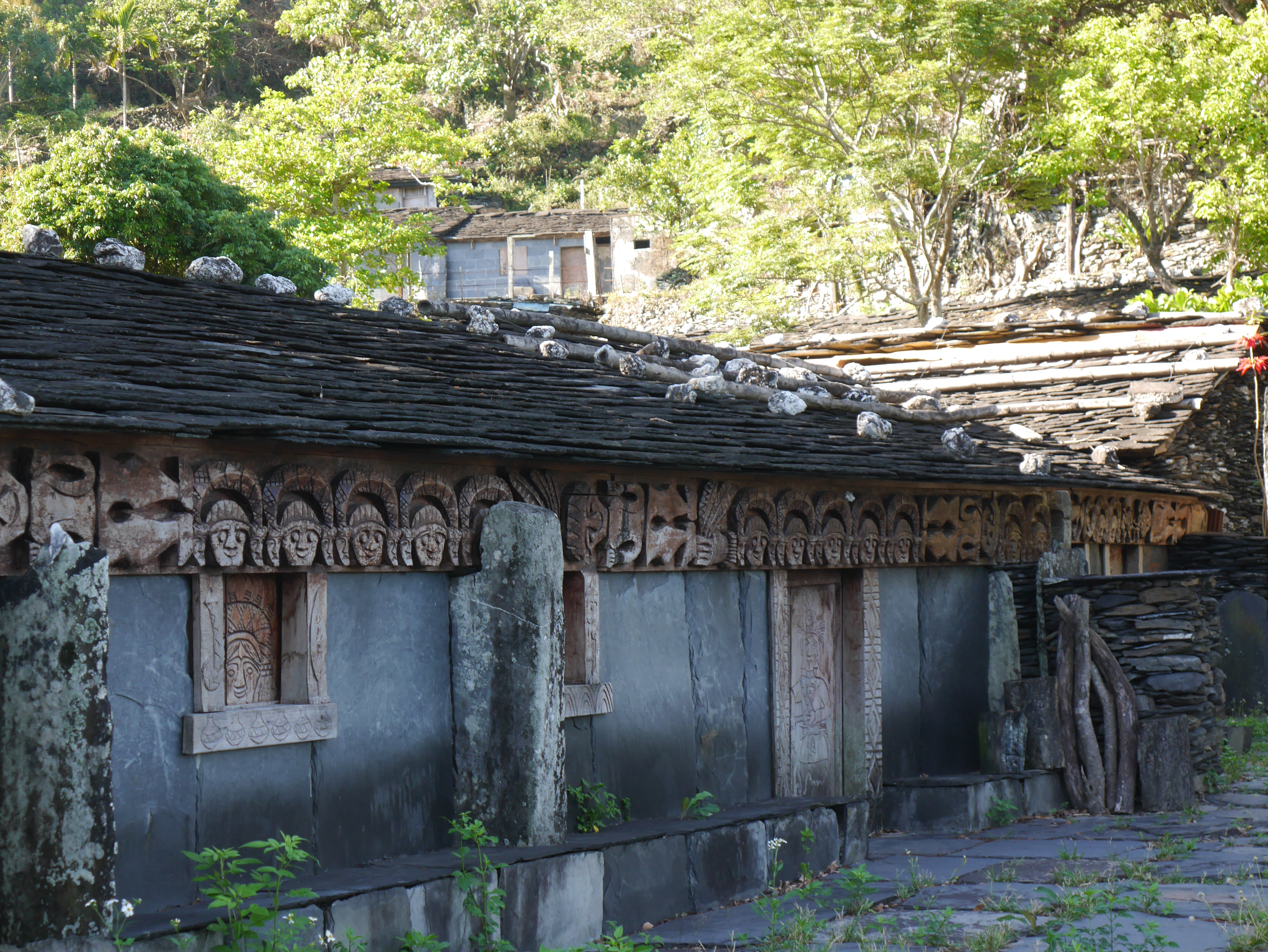
Maison d'un chef de village

Les Paiwan (en chinois 排灣 Páiwān ; Pe̍h-ōe-jī Pâi-oan) sont l’un des peuples autochtones de Taïwan. Ils sont près de 100 000 personnes. Ils parlent la langue paiwan, du sous-groupe formosan des langues austronésiennes.

## Histoire
Tant les hollandais, que les chinois de Zheng Chenggong (dynasties Ming puis Qing) et les japonais considéraient les aborigènes de Taïwan, dont les Paiwan, comme des « barbares » à assimiler et à soumettre. L’administration Qing les désigne comme sheng fan (« barbares crus » ou non sinisés) et shu fan (« barbares cuits » ou sinisés).
Les relations entre les Paiwan et les Japonais commencent par l’incident de Mudan (1871) : cinquante-quatre pêcheurs japonais des Îles Ryūkyū font naufrage près du village de Mudan (en) en territoire Paiwan, mais finissent par y être massacrés. Le rapport des autorités japonaises, publié vingt ans avant la cession par la Chine de Taïwan au Japon, décrit les autochtones comme un peuple « vicieux, violent et cruel » dont « il faut se débarrasser ».
En 1945, les Païwan retrouvent l’administration de la République de Chine qui, conformément à sa constitution, reconnaît les ethnies minoritaires : quatorze, dont les Païwan, sont officiellement reconnues en 2020,, .